# Alessandria
Alessandria (piemontesisch Lissändria; deutsch Alexandria) ist eine italienische Gemeinde (comune) sowie Provinzhauptstadt der gleichnamigen Provinz in der Region Piemont.

## Lage und Einwohner
Die Stadt liegt etwa 70 Kilometer östlich von Turin in der Poebene auf einer Höhe von 95 m s.l.m. am Ufer des Flusses Tanaro, nahe der Einmündung der Flüsse Bormida und Belbo. Der Stadtkern befindet sich auf der orographisch rechten Seite des Flusses. Die Stadt hat 91.854 Einwohner (Stand: 31. Dezember 2023).

### Verkehrsanbindung
Bei Alessandria kreuzen sich die Autobahnen A21 und A26. In der Nähe verläuft auch die A7, die Genua und Mailand verbindet. Der Bahnhof von Alessandria hat überregionale Bedeutung. Die Stadt hat einen kleinen Flugplatz für die Allgemeine Luftfahrt. Die nächstgelegenen Verkehrsflughäfen sind Turin, Mailand-Linate und Genua.

## Geschichte

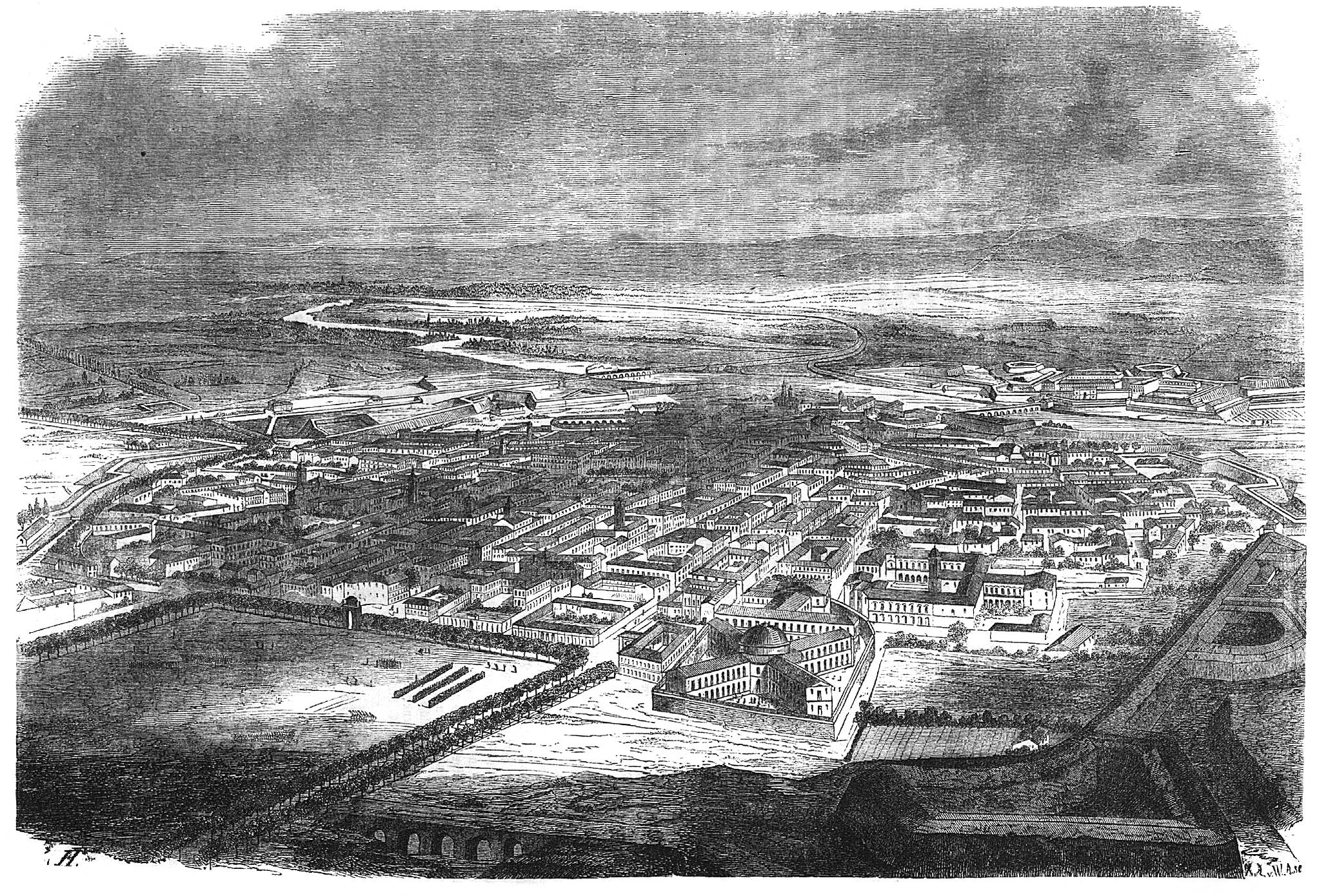
Alessandria 1859

Alessandria wurde 1168 von den Bewohnern der Gegend gegründet, um sich gegen den Markgrafen von Montferrat und die Stadt Pavia zu verteidigen, nach deren Ersuchen es 1174 von Friedrich Barbarossa sechs Monate lang erfolglos belagert wurde. Der Lombardenbund nahm den Ort auf und nannte ihn Alessandria, nach Papst Alexander III. Nach dem Frieden von Konstanz 1183 wurde die Stadt formal neu gegründet und erhielt den Namen Cesaria (Kaiserstadt).
Nachdem die Stadt durch verschiedene Hände gegangen war, wurde sie 1713 im Frieden von Utrecht dem Haus Savoyen zugesprochen, und der Bau einer Festung wurde 1728 von Ignazio Bertola begonnen. Während der französischen Besatzung (1800–1814), die nach der Schlacht von Marengo begann, wurde sie noch weiter befestigt. Die Anlagen wurden von den Österreichern 1815 völlig zerstört, aber anschließend wieder aufgebaut.
Die Festung befindet sich auf der linken Seite des Tanaro und wurde bis 2007 noch vom Militär verwendet.
Alessandria ist seit 1175 Bischofssitz des Bistums Alessandria.

## Sehenswürdigkeiten

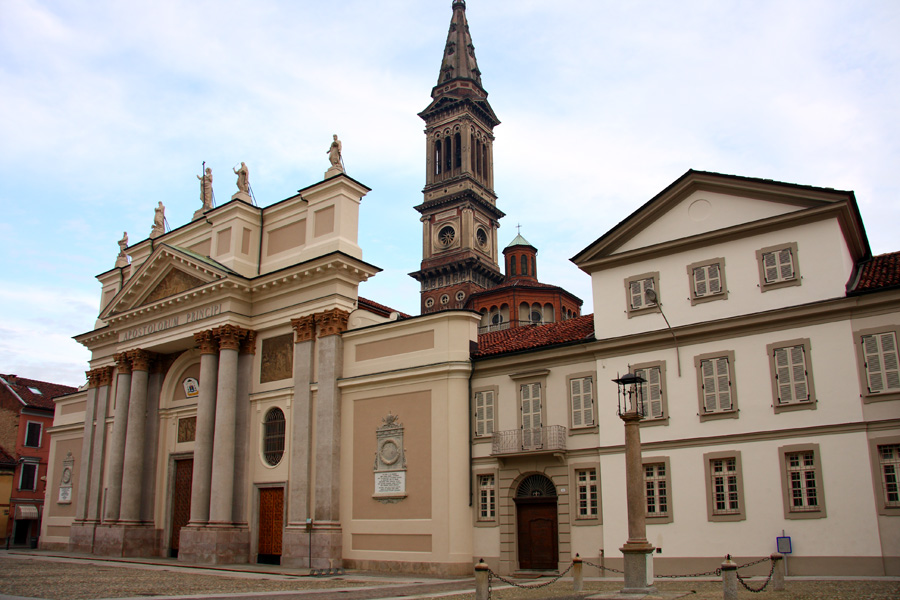
Domplatz

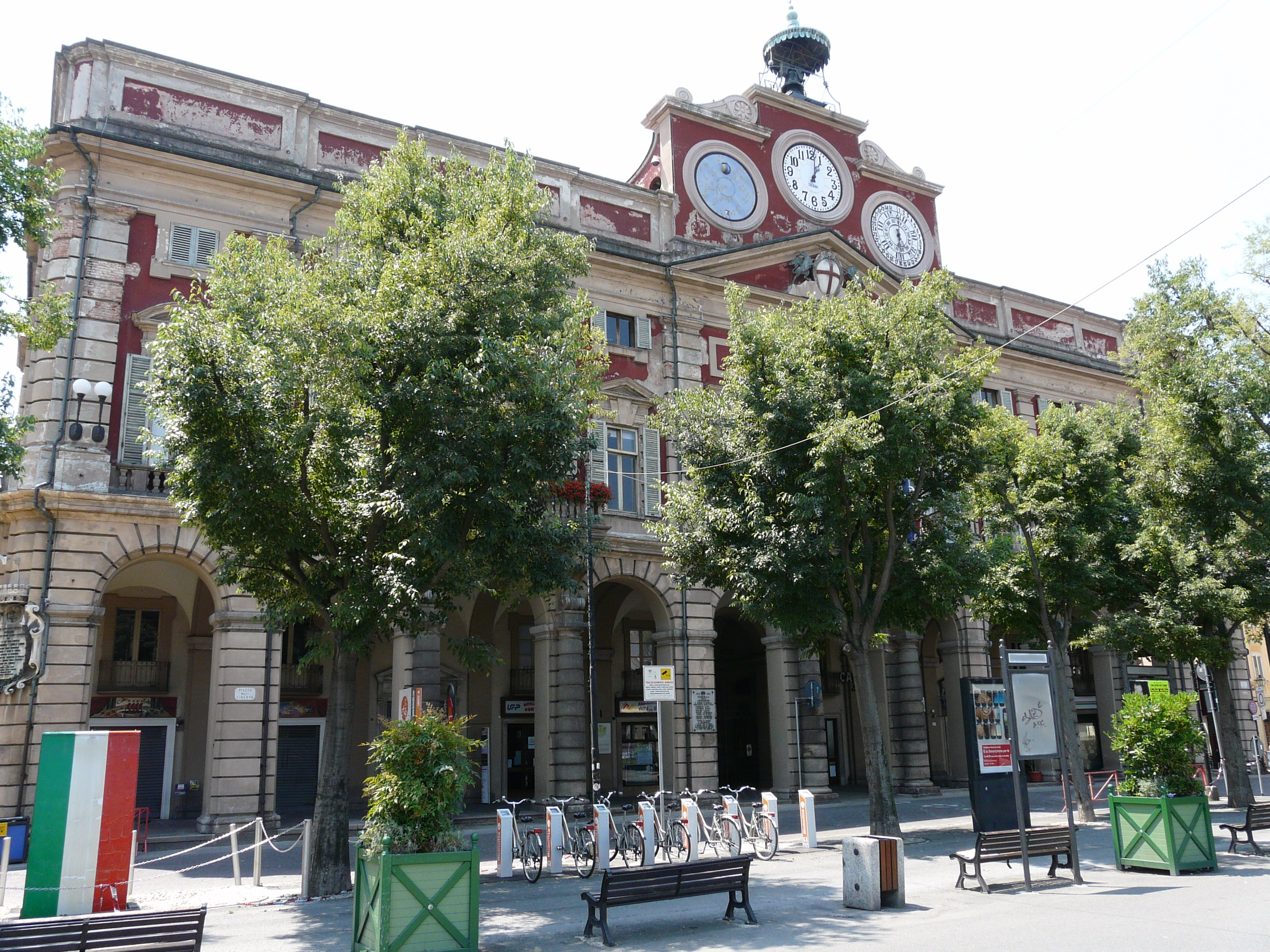
Rathaus von Alessandria

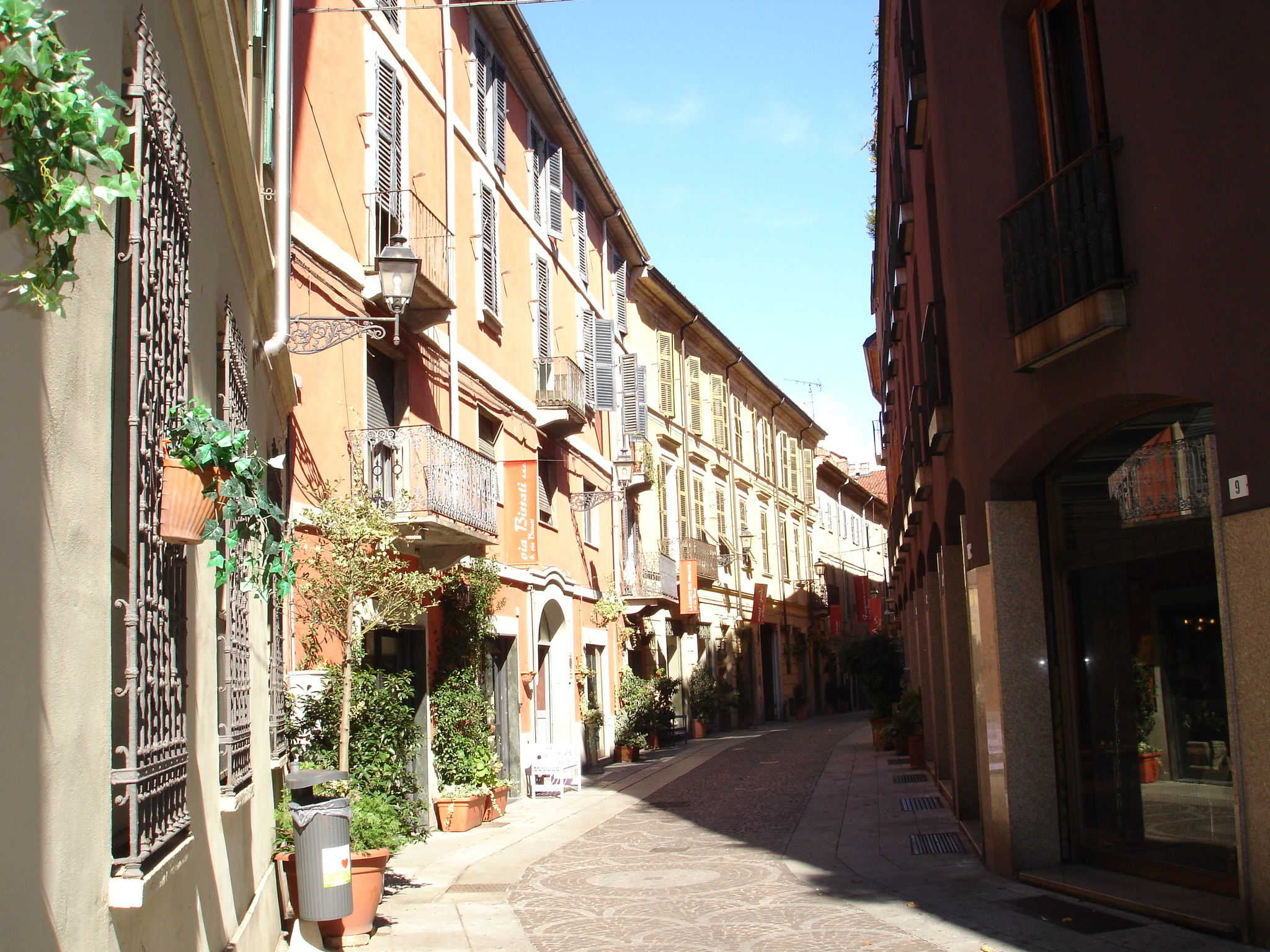
Via Bissati

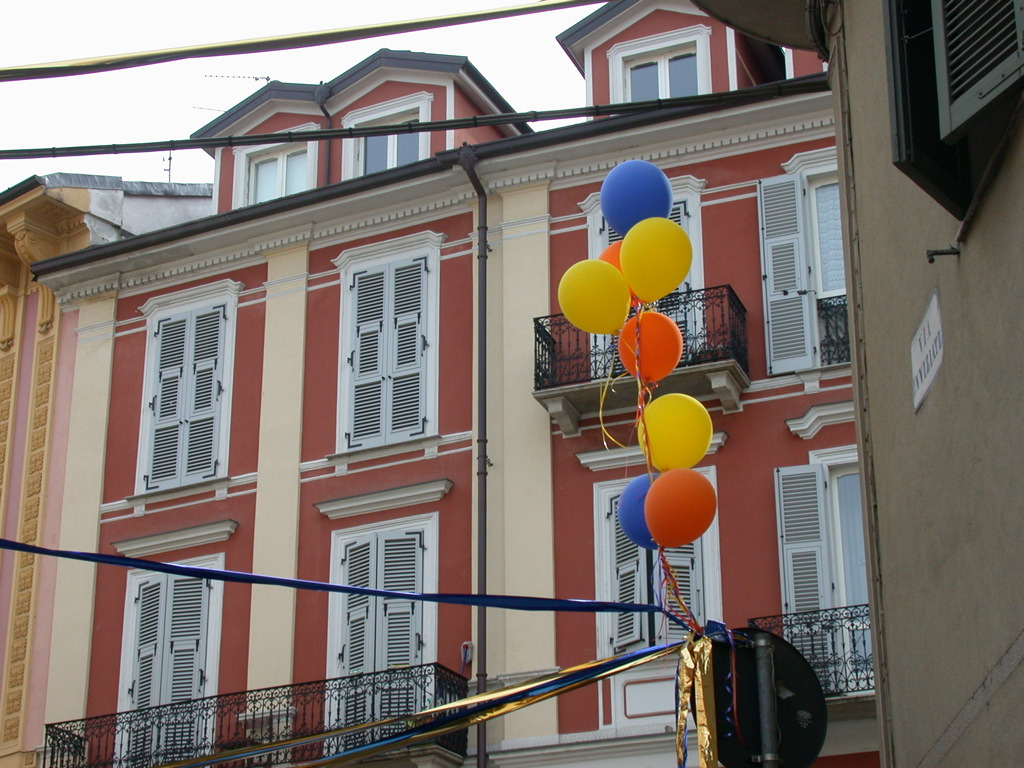
Bürgerhäuser im Zentrum von Alessandria

- Die Kirche Santa Maria di Castello ist sie die älteste Kirche der Stadt und stammt aus dem 12. Jahrhundert, aber es gibt zwei noch ältere Überreste aus dem 8. und 9. Jahrhundert.
- Die Kirche von San Giacomo della Vittoria wurde zum Dank für den Sieg der Stadt Alessandria und der Truppen der Visconti unter dem Befehl des Veroneser Führers Jacopo Dal Verme gegen die Franzosen unter der Führung von Jean III. (Armagnac) errichtet.
- Die Kirche der Heiligen Maria vom Berg Karmel. Sie ist eine der ältesten Kirchen in Alexandria und wurde im 14. Jahrhundert vom Karmeliten gegründet.
- Die Zitadelle von Alexandria ist eine der am besten erhaltenen europäischen permanenten Festungsanlagen aus dem 18. Jahrhundert.

## Söhne und Töchter der Stadt
- Mario Armano (* 1946), Bobfahrer
- Valentino Bobbio (1872–1940), Armeegeneral
- Pietro Abbà Cornaglia (1851–1894), Organist, Komponist und Musikpädagoge
- Giuseppe Borsalino (1834–1900), Hutmacher
- Pino Cacucci (* 1955), Autor
- Mirko Canevaro, Althistoriker
- Carlo Carretto (1910–1988), Schriftsteller und katholischer Geistlicher
- Mario Celoria (1911–1984), Fußballspieler
- Michele Cerrati (1884–1925), römisch-katholischer Militärvikar von Italien
- Louis-Léonard Antoine de Colli-Ricci (1757–1809), General
- Giulio Cesare Cordara (1704–1785), Jesuit und Historiker
- Giulio Claro (1525–1575), Rechtsgelehrter
- Gianni Coscia (* 1931), Jurist und Musiker
- Roberto Cotroneo (* 1961), Schriftsteller und Publizist
- Giampio Luigi Devasini (* 1962), römisch-katholischer Bischof von Chiavari
- Matteo Donati (* 1995), Tennisspieler
- Umberto Eco (1932–2016), Schriftsteller, Medienwissenschaftler und Semiotiker
- Emilio Faà di Bruno (1820–1866), piemontesischer und italienischer Marineoffizier
- Giuseppe Faà di Bruno (1815–1889), Generalrektor der Pallottiner
- Giovanni Ferrari (1907–1982), Fußballspieler
- Giovanni Ferrofino (1912–2010), römisch-katholischer Erzbischof und vatikanischer Diplomat
- Guido Forti (1940–2013), Automobilrennfahrer und Rennstallbesitzer
- Marta Gastini (* 1989), Schauspielerin
- Tommaso Maria Ghilini (1718–1787), Kardinal
- Alberto Ghirardi (1921–1987), Radrennfahrer
- Raffaello Giolli (1889–1945), Architekturkritiker
- Mustapha Kanit (* 1991), Pokerspieler
- Little Bob (* 1945), französischer Sänger
- Elena Mandrino (* 1984), Skeletonsportlerin
- Edoardo Martino (1910–1999), Politiker, 1967–1970 EU-Kommissar
- Jean Massin (1793–??), französischer Komponist
- Giorgio Merula (1430–1494), Humanist
- Theresa Grillo Michel (1855–1944), Selige und Ordensgründerin
- Giovanni Migliara (1785–1837), Maler
- Totò Mignone (1906–1993), Schauspieler und Tänzer
- Paolo Milanoli (* 1969), Fechter
- Miko Mission (* 1945), Musiker
- Riccardo Molinari (* 1983), Politiker
- Angelo Morbelli (1853–1919), Maler
- Cristina Noci (1949–2025), Schauspielerin und Synchronsprecherin
- Riccardo Picchio (1923–2011), Sprachwissenschaftler und Slawist
- Augusto Rangone (1885–1970), Fußballtrainer, -schiedsrichter, -funktionär und Journalist
- Urbano Rattazzi (1808–1873), Politiker
- Augusto Rivalta (1835–1925), Bildhauer
- Gianni Rivera (* 1943), Fußballspieler und Politiker
- Enzo Robotti (* 1935), Fußballspieler und -trainer
- Francesco Romagnoli (1785–1839), Rechtsanwalt, Politiker und Unternehmer
- Luciana Stegagno-Picchio (1920–2008), Lusitanistin und Brasilianistin
- Valeria Straneo (* 1976), Leichtathletin
- Carlo Tagnin (1932–2000), Fußballspieler
- Daniele Viotti (* 1974), Politiker
- Giorgio Zancanaro (* 1940), Radrennfahrer

## Städtepartnerschaften
Alessandria listet folgende Partnerstädte:
| Stadt          | Land        | seit |
| -------------- | ----------- | ---- |
| Alba Iulia     | Rumänien    | 2012 |
| Argenteuil     | Frankreich  | 1960 |
| Hradec Králové | Tschechien  | 1961 |
| Jericho        | Palästina   | 2004 |
| Karlovac       | Kroatien    | 1963 |
| Rjasan         | Russland    | 2006 |
| Rosario        | Argentinien | 1988 |

Ferner ist die Stadt Mitglied des Bundes der europäischen Napoleonstädte. Die Provinz Alessandria pflegt seit 2003 eine Partnerschaft mit der Provinz Pistoia.